# Jong KAA Gent
El Jong KAA Gent es un equipo de fútbol de Bélgica que juega en la Challenger Pro League, la segunda categoría nacional.

## Historia
Fue fundado en el año 2022 en la ciudad de Gante como uno de los equipos de categoría sub-23 incluidos en la liga en esa temporada junto al OH Leuven U-23, Young Reds Antwerp y Zébra Élites Charleroi. Es el equipo filial del KAA Gent, por lo que no puede ascender a la Primera División de Bélgica ni jugar la Copa de Bélgica.
En la temporada 2024/25 ganó su grupo en la División Nacional 1 de Bélgica y logró el ascenso a la Challenger Pro League para la temporada 2025/26.

## Palmarés
- División Nacional 1 de Bélgica: 1

2024/25